# Специальный отряд быстрого реагирования
Специа́льный отря́д бы́строго реаги́рования (СОБР) — одно из федеральных и региональных специальных подразделений Федеральной службы войск национальной гвардии Российской Федерации (Росгвардии), штатно входивших (до 2003 года) в состав Региональных управлений по борьбе с организованной преступностью (РУБОП) МВД России (подразделения свыше 200 человек с конца 1990-х назывались отрядами). В 2002 году отряды СОБР были преобразованы в отряды милиции специального назначения (ОМСН). 30 ноября 2011 года приказом Министра внутренних дел Российской Федерации Р. Г. Нургалиева отряды милиции специального назначения МВД России вновь стали официально именоваться специальными отрядами быстрого реагирования. Основная задача СОБРов — борьба с организованной преступностью. Однако, в связи с изменением внутриполитической обстановки, СОБРы успешно применялись в том числе в войсковых антитеррористических операциях, проводимых в Северо-Кавказском регионе. 9 ноября, начиная с 2004 года, в России отмечается День специального отряда быстрого реагирования.

## История
Первым специальным подразделением в системе МВД СССР стал Отряд милиции специального назначения — ОМСН ГУВД по городу Москва, образованный 9 ноября 1978 года. В то время в Москве шла подготовка к XXII летним Олимпийским играм 1980 года и для предотвращения чрезвычайных ситуаций было создано подразделение специального назначения в системе МВД. Первоначально подразделение называлось «отряд милиции особого назначения» (ОМОН). Отряд создавался для работы на объектах Олимпиады. После проведения данного мероприятия руководством МВД было принято решение, что данное подразделение может широко использоваться в повседневной работе. Первым боевым заданием стало освобождение девочки, захваченной преступником в апреле 1981 года. Заложницу успешно освободили, а подразделение переподчинили уголовному розыску и сделали штатной единицей ГУВД по г. Москве.
Личного состава не хватало для выполнения всех оперативных задач, тогда 1-му полку патрульно-постовой службы поручили борьбу с массовыми беспорядками (в 1988 году он был переименован в ОМОН).  Поэтому был промежуток времени, когда в Москве существовали одновременно 2 подразделения ОМОН, имеющие разное оперативное подчинение. Сами сотрудники называли отряды «Большим» и «Маленьким». Во избежание путаницы и недоразумений «Маленький» ОМОН был переименован в отряд милиции специального назначения (ОМСН).
10 февраля 1992 года был создан Отдел тактических операций Главного управления по организованной преступности (ГУОП) МВД России. Осенью 1992 года данный отдел был переименован в Специальный отряд (отдел) быстрого реагирования.
В декабре 1994 года бойцы СОБР отправились в первую кавказскую командировку в связи с началом первой чеченской кампании.
В 1996 году бойцы СОБР осуществляли мероприятия по нейтрализации банды, осуществившей налёт на город Кизляр и захватившей множество заложников.
Во время Второй чеченской войны и борьбы с терроризмом на Северном Кавказе после её окончания бойцы СОБР принимали участие в проведении специальных операций, поисково-разведывательных мероприятиях, осуществляли захват и уничтожение главарей незаконных вооружённых формирований, ликвидировали незаконные нефтяные мини-заводы, сопровождали войсковые колонны, обеспечивали личную безопасность командования, членов правительства и региональных руководителей.

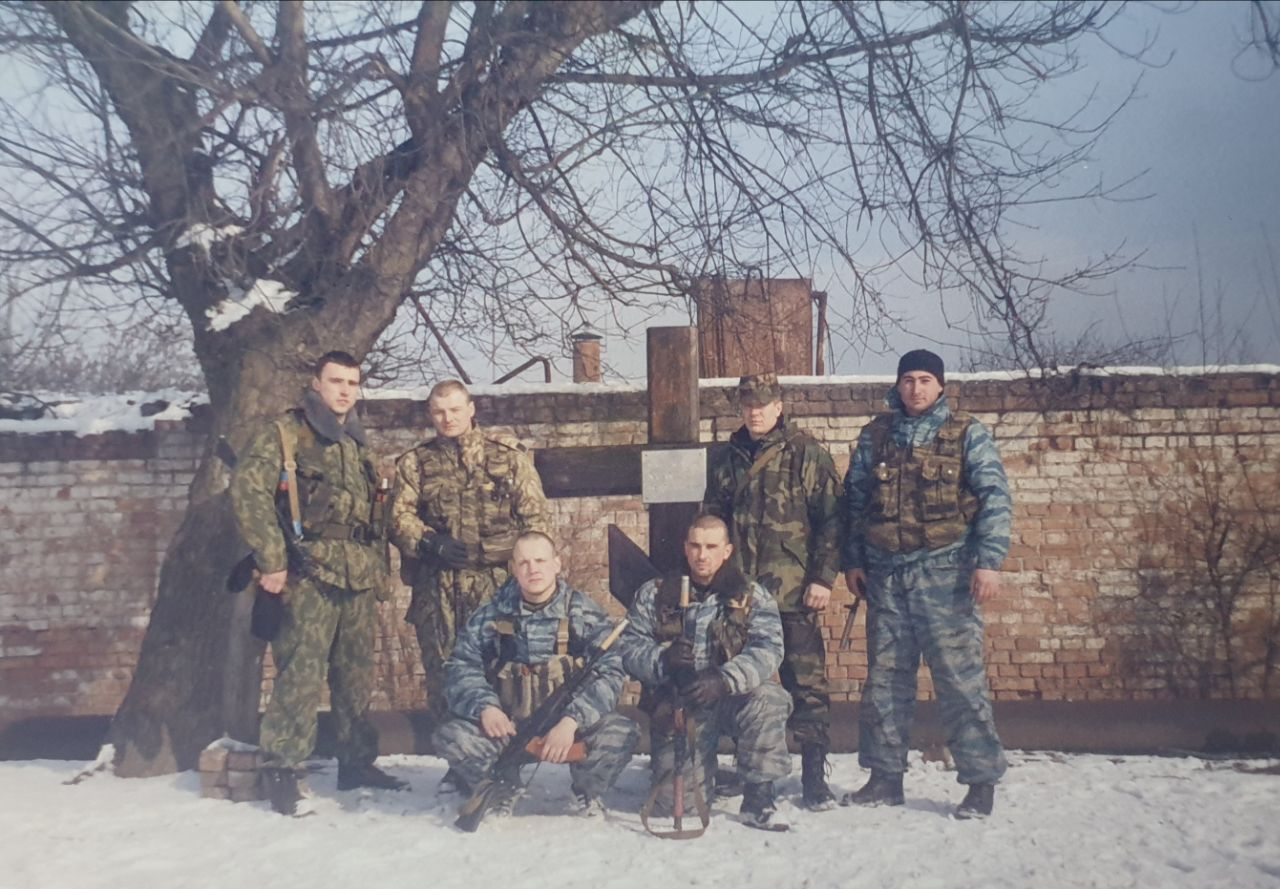
Вадим Козлов, Михаил Соломатин, Виктор Мавеев (герой России- посмертно 2001 г.), Артур Авдалян, г. Грозный на месте гибели сослуживца Олега Казакова 2000 г. Сотрудники СОБР РУБОП по Мос. области

1 сентября 2002 года подразделения СОБР были переименованы в отряды милиции специального назначения (ОМСН). 3 отряда имеют имена собственные, закреплённые в нормативно-правовых актах и приказах центрального аппарата МВД России: «Рысь» (г. Москва), «Булат» (Московская область), «Ахмат» (Чеченская Республика). По данным на 2007 год, всего в России было 87 ОМСН общей численностью свыше 5,2 тыс. человек.
1 марта 2011 года, в связи с реформой органов внутренних дел и переименованием «милиции» в «полицию», ОМСН (отряды милиции специального назначения) были переименованы в ОСН (отряды специального назначения), а затем 9 ноября 2011 года, подразделениям было возвращено историческое название СОБР (специальные отряды быстрого реагирования).
5 апреля 2016 года указом № 157 верховного главнокомандующего В. В. Путина подразделения СОБР МВД России были переподчинены Федеральной службе войск национальной гвардии Российской Федерации (Росгвардии).

## Задачи и функции
Подготовка сотрудников в СОБР, в отличие от других специальных подразделений МВД, носит ярко выраженный индивидуальный характер. В СОБР очень много специалистов по различным направлениям применения, однако взаимозаменяемость поставлена во главу угла. Упор подготовки сделан на работу против вооружённого преступника в городе (с дистанцией работы до 100 м) и на транспорте, однако СОБРы успешно применялись практически в любых условиях. Большое внимание сотрудников уделяется физической и психологической подготовке.

## Отличия СОБР от ОМОН

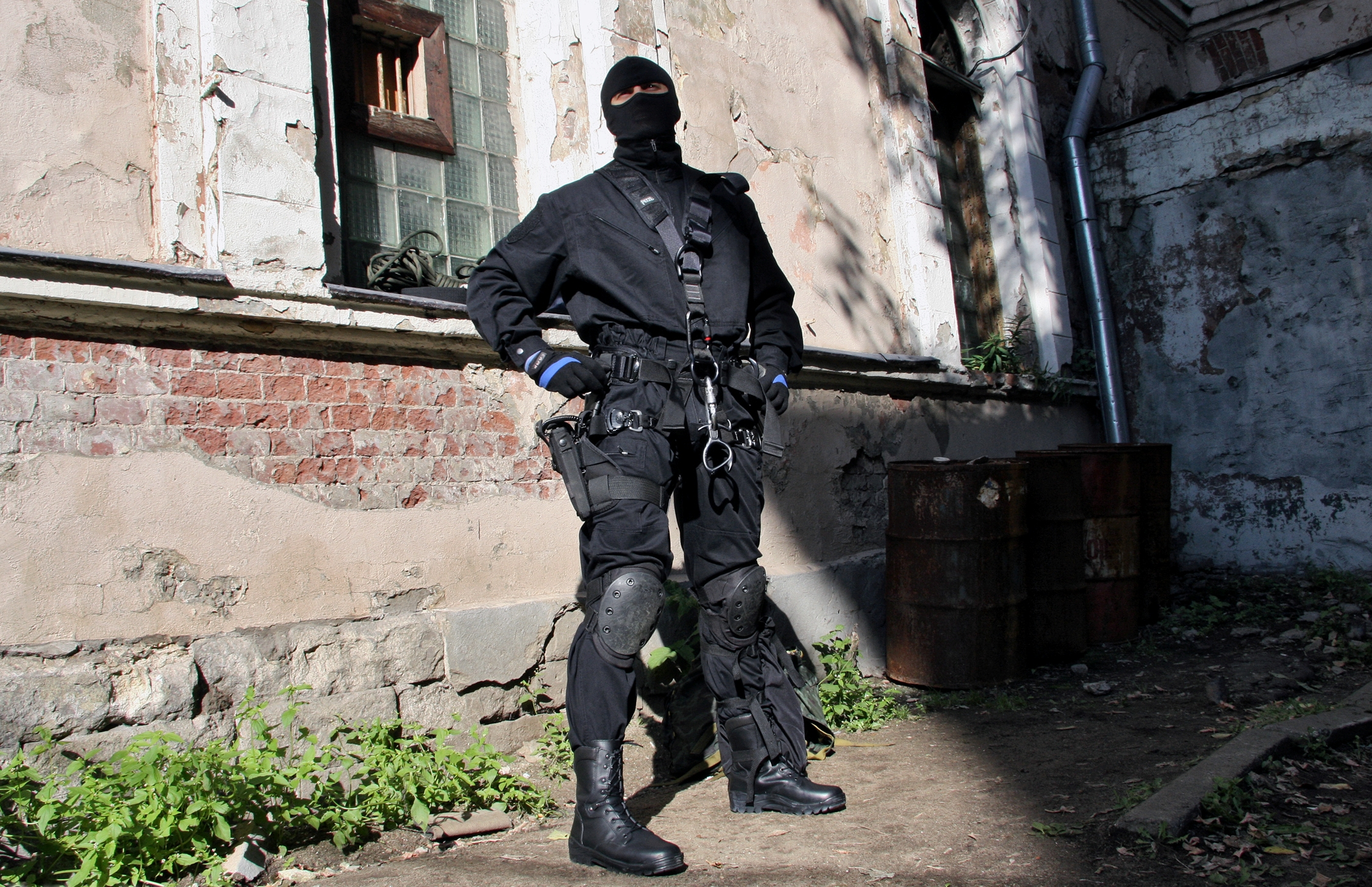
Оперативник московского СОБРа (ЦСН ГУ МВД России по городу Москва)

ОМОН от СОБР отличается организационно-штатной структурой и характером выполняемых служебно-боевых и оперативно-служебных задач. В отличие от ОМОН, почти все сотрудники СОБР стоят на должностях оперуполномоченных и имеют специальные звания среднего и старшего начальствующего состава. До реформы МВД 2011 года, когда милиция разделялась на милицию общественной безопасности и криминальную милицию, ОМОН являлся подразделением милиции общественной безопасности, в то время как СОБР являлся подразделением криминальной милиции. СОБР (ранее 11-й отдел) вышел из системы РУБОП (Регионального управления по борьбе с организованной преступностью), как подразделение силовой поддержки, задачей была борьба с организованной преступностью, бандитизмом и силовая поддержка при проведении специальных операций.
Подразделение ОМОН выстроено по принципу: оперативные роты, состоящие из взводов и отделений, отдел кадров и воспитательной работы со штатным психологом, медицинская служба, штаб, кинологическая служба, инженерно-сапёрный отдел, моторизированное подразделение, бухгалтерия и материально-техническое отделение.
Подразделение СОБР выстроено по принципу: боевые отделения, отделение планирования и взаимодействия при проведении специальных операций, отделение тактики и применения сил и средств, медицинская часть, отделение по работе с личным составом, отделение обеспечения специальных операций.
Кандидатами на службу в подразделение СОБР отбиралась отдельная группа людей, как правило — уже действующих сотрудников МВД: в основном бывшие оперативники РУБОП, уголовного розыска, а также офицеры из спецподразделения ОМОН, имеющие высшее образование, и кадровые армейские офицеры, служившие в подразделениях специального назначения, ВДВ, морской пехоты и т.д. Именно по этому критерию отбора подготовка СОБР на уровень выше по всем направлениям выполняемых задач. По статистике проведённой аналитики и мониторинга подразделений специального назначения сотрудниками ФКУ Главного информационно-аналитического центра МВД России в 2015 году выяснилось, что 37 % действующих сотрудников спецподразделения СОБР ранее проходили службу именно в ОМОН. Главной задачей СОБР является задержание фигурантов ОРМ и обеспечение безопасности при их проведении. Во время Чеченских кампаний отряды СОБР принимали участие в сложных боевых операциях совместно с ВВ МВД России.

## Требования к кандидатам
Чтобы попасть в СОБР нужно иметь высшее образование (желательно юридическое) или среднеспециальное техническое (для водителей). А также срочную службу в армии (желательно в войсках специального назначения). Сдать ряд нормативов по физической подготовке: 
- подтягивание — 18 раз;
- жим штанги собственного веса — 10 раз;
- бег на 100 метров — 13 секунд;
- бег на 5 км — 21 мин. 30 сек.;
- прыжки из положения стоя со сменой ног — 60 раз за 2 мин.;
- сгибание и разгибание рук в упоре лёжа — 60 раз за 2 мин.;
- наклоны туловища вперёд из положения лёжа на спине — 60 раз за 2 мин.;
- выпрыгивания из упора присев в упор лёжа и обратно — 60 раз за 2 мин.

Также возможно поступление в Новосибирский военный институт войск национальной гвардии в котором присутствует факультет спецназа. Проводится обучение на должности офицеров СОБРа и ОМОНа. Институт может стать выбором для молодых людей, желающих получить военное образование. Результаты ЕГЭ рассматриваются: для СОБРа русский язык, история, иностранный язык; для ОМОНа русский язык, история, обществознание. Срок обучения пять лет.

## Аналогичные подразделения в других странах мира
| Страна               | Подразделение |
| Австрия              | EKO Cobra; |
| Армения              | Специальные подразделения Полиции Республики Армения и Службы национальной безопасности Армении;                         |
| Белоруссия           | СОБР и специальное подразделение по борьбе с терроризмом (СПБТ) «Алмаз» Министерства внутренних дел Республики Беларусь; |
| Босния и Герцеговина | Босна; |
| Бразилия             | Батальон специальных полицейских операций (порт. Batalhão de Operações Policiais Especiais (BOPE)), GATE, ROTA;          |
| Великобритания       | Специальное подразделение полиции Лондона (англ. Metropolitan Police Special Branch);                                    |
| Германия             | GSG 9, SEK (нем. Spezialeinsatzkommando) — антитеррористические подразделения полицейских управлений отдельных земель;   |
| Грузия               | Специальные подразделения Министерства внутренних дел Грузии;                                                            |
| Испания              | GEO; |
| Италия               | Nucleo Operativo Centrale di Sicurezza;                                                                                  |
| Казахстан            | Специальный отряд быстрого реагирования (СОБР) Министерства внутренних дел Казахстана (создан в 2003 году);              |
| Киргизия             | Специальные отряды быстрого реагирования (СОБР) Министерства внутренних дел Киргизии;                                    |
| Коста-Рика           | Спецподразделение GAO (исп. Grupo de Apoyo Operativo) Национальной полиции Коста-Рики;                                   |
| Латвия               | Alfa, Omega; |
| Литва                | Aras; |
| Норвегия             | Beredskapstroppen; |
| Румыния              | Полицейская служба быстрого реагирования (SPIR) (рум. Serviciul de Poliție pentru Intervenție Rapidă);                   |
| Сербия               | Противотеррористическая группа Сербии;                                                                                   |
| Сальвадор            | Отряд специального назначения GRP (исп. Grupo de Reacción Policial) Национальной гражданской полиции Сальвадора;         |
| США                  | SWAT (англ. Special Weapons And Tactics — Специальное оружие и тактика);                                                 |
| Украина              | Корпус оперативного внезапного действия (КОРД) Национальной полиции Украины;                                             |
| Франция              | Бригады розыска и реагирования судебной полиции (police judiciaire) Национальной полиции Франции.                        |
| Чехия                | URNA; |
| Хорватия             | Антитеррористическая группа Лучко;                                                                                       |
| Израиль              | ЯМАМ, ЯСАМ. |

## В культуре
- Антикиллер (2002)
- Антикиллер 2: Антитеррор (2003)
- Ментовские войны
- Гаишники (телесериал) (2007)
- СОБР (телесериал) (2011)
- Опережая выстрел (телесериал) (2011)
- Мажор (телесериал) (2014—2018)
- Наш спецназ (2022—2025)
- Скольжение (2013)
- Завод (2018)
- Невский (2016)
- Рэмбо (2023)
- Метод